# Їржі Кратохвіл
Їржі Кратохвіл (чеськ. Jiří Kratochvil; 4 січня 1940, Брно) — чеський письменник, представник постмодернізму, публіцист, драматург, есеїст і журналіст.

## Життєпис
Народився 4 січня 1940 року в місті Брно у родині викладача та учасника скаутського руху Йозефа Кратохвіла. Його батько був автором дитячих книжок, скаутських романів (напр. «Хоробрі хлопці») і природознавчих праць. Він емігрував до США у 1952 році, а пізніше до ФРН, де викладав в Штутгартському університеті. Дядьком Їржі Кратохвіла був письменник Антонін Кратохвіл, який після еміграції проживав у Мюнхені.
Після закінчення гімназії у 1957 Їржі Кратохвіл вивчав чеську та російську мови на філософському факультеті Університету ім. Яна Євангелісти Пуркинє в Брно (дипломну роботу "Теоретичні та критичні погляди Вітєзслава Незвала" захистив у 1965 році під керівництвом Олега Суса). Після закінчення університету працював учителем у професійному училищі в Добрушці, у спеціальній школі в Будкові біля Требича, а також бібліотекарем у Брненському радіо у 1967 році. З 1970 року через політичну ситуацію був змушений працювати лише на робітничих і допоміжних посадах: вантажником під краном, нічним сторожем на птахофабриці, телефоністом, заводським архіваріусом на щебенярних та піщаних кар'єрах". З 1983 року працював істориком мистецтва та документатором у Крайовому пам'ятковому центрі.

## Літературна діяльність та робота
У 1991–1995 роках працював у літературно-драматичній редакції Чеського радіо в Брні, де, зокрема, підготував цикл Картини з історії повоєнної чеської літератури (1995). З 1996 року займається виключно літературною діяльністю.
Його оповідання, рецензії та есе публікувалися з 1964 року в журналах Plamen, Host do domu, Sešity pro mladou literaturu, а також він співпрацював із Брненською студією Чеського радіо (фейлетони та літературні композиції). У 1970–1980-х роках друкувався в самвидавних і емігрантських періодичних виданнях та збірниках (Obsah, Vokno, Host, O divadle, Listy – Čtení na léto (Рим) тощо). Після 1989 року його тексти з’являлися в Literární noviny (зокрема, уривок з п'єси Чорна скринька під заголовком Play Camus у номері 19/2003), Kritický sborník, Tvar, Moravské noviny, Host, Dokořán, Česká literatura, Světová literatura, Neon, Nový prostor, у журналі Kafka, а також у газетах Lidové noviny та Mladá fronta Dnes.
Його збірка оповідань Випадок із Шатнуа мала вийти у видавництві Blok у 1971 році, проте була заборонена. Вибрані оповідання були надруковані в самвидавній серії Petlice під назвою Випадок невдало розміщеної нагоди (1978), а також у машинописних копіях поширювалися його романи Ведмежий роман (1985) та Спів посеред ночей (1989). Він також долучився до самвидавних збірників, зокрема Чехословацький фейлетон 1977/78 (1978), Хвала безумству (до 50-річчя Яна Трефулки, 1979), Моравська читанка 1981, З Ярославом Шабатою про політику. Три розмови і три похвали (1987), Світла відстрочка (до 50-річчя Їржі Груші, 1989) та інших. Його п'єси Вправи для слухачів магнітофонів та Убу сапієнс у 1978 році були поставлені в квартирному театрі у Брно.
Чеське радіо транслювало низку його п'єс: Вправи для сліпих (ЧР Брно, 1992, реж. Гана Кофранкова), Баладу про рекламного агента (ЧР Прага, 1993, реж. Гана Кофранкова), Вгору і вниз (ЧР Брно, 1993, реж. Петер Дуфек), Учителі мов (ЧР Брно, 1997, реж. Петер Дуфек), Бабуся святкує дев'яносто дев’ятий день народження (ЧР Прага, 1997, реж. Гана Кофранкова; у 1999 році ця п’єса була представлена в Німеччині на радіо Bremen/SFB/ORB та в інших європейських країнах). Для радіожурналу Зелений ринок Кратохвіл створив дванадцятисерійний цикл мініп’єс Театр Сільвера представляє… (ЧР Брно, 2007, реж. Єва Ржехорова). У Брненській студії ЧР були записані його хвилинні п'єси Шванда (2013, реж. Лукаш Копецький) та Стілець (2014, реж. Лукаш Копецький).
Чеське телебачення присвятило Кратохвілу один із випусків документального циклу Зблизька (1997, реж. Бржетіслав Рихлік).
За свою творчість автор отримав низку нагород: Премію Тома Стоппарда (1991), Премію Крепелека (1993), Премію чеських книготорговців і Literární noviny (1993), Премію Егона Гостовського (1995), Премію Карела Чапека (1998), Премію Ярослава Сейферта (1999), Премію міста Брно (2000) та Премію Товариства науки і мистецт04).

### Проза
- Ведмежий роман (самвидав 1987, 1990) роман

- Опівнічний спів 1992, роман
- Орфей із Кенігу 1994, оповідання
- Моя любов, Постмодерно 1994, оповідання
- Авіон 1995, роман
- Історії історій 1995, есе
- Сіамська історія 1996, роман
- Безсмертна історія, або Життя Соні Троцької-Саммлерової, чи то Роман-карнавал 1997, роман;
- Вправи для сліпих 1997,  театральні та радіоп’єси
- Нічне танго, або Роман одного літа з кінця століття 1999, роман
- Первісний ведмідь 1999, роман
- Бабуся святкує дев’яносто дев’ятий день народження 1999
- у програмі Міського театру Брно, прем’єра 1999; пізніше під назвою Актори у збірці П’єси та сни
- Сумний Бог 2000, роман
- Зізнання в прихильності до історій 2000, нарис
- Ностальгічне та іронічне Брно 2001, фейлетони
- Ляж, бестіє! 2002, фейлетони
- Чорна скринька, або П’єси та сни 2002, прем’єра 2008; пізніше у збірці П’єси та сни
- Леді Карнавал 2004, роман
- Тарантул (бібліофільське видання, 2005; пізніше у збірці Брненські оповідання)
- Актор 2006, роман
- Брненські оповідання 2007, збірка оповідань
- П’єси та сни 2008
- Обітниця 2009, роман
- Фатальна жінка 2010, роман
- «Добраніч, солодких снів» (2012), роман
- «Альфа Центавра» (2013), роман
- «Je suis Paris» (2018), роман
- «З лисиці у леді» (2019), роман

### Статті у збірниках та антологіях
- Чеська незалежна література через п’ять років у рефератах (1995)
- Недитячий театр Івана Вискоцила (1996)
- Любові та нелюбові (1998)
- Люби мене більше (2002)
- Зустрічі з таємницею (2003)
- Діва чи чудовисько (2004)
- Посміхнись, Лізо (2004)
- Бери, чого бажаєш (2006)
- Леонардова скарбниця (2006)
- Невидимі історії (2007)
- Театральні хвилинки II (2008)
- Гемі та Марлен у Парижі (2008)

### Інші роботи
- Каталог радійної літератури у бібліотеці Чехословацького радіо, крайове студіо Брно (без дати, ймовірно 1967)

## Нагороди
- премія Тома Стоппарда (за «Ведмежий роман», 1991)
- премія Чеських видавництв і тижневика «Literární noviny» (1993)
- премія Егона Гостовського (1995)
- премія Карела Чапека (премія ПЕН-клубу, 1998)
- премія Ярослава Сайферта (1999),
- премія міста Брно
- премія «Magnesia Litera» (Найкраща чеська книга року, 2020).